# نورية الرومي
الدكتورة نورية صالح الرومي (ولدت عام 1951م، الكويت)، باحثة وناقدة وكاتبة أكاديمية كويتية. حصلت على جائزة الدولة التقديرية عام 2023م.

## دراستها
- في عام 1969م حصلت على الثانوية العامة.
- في عام 1973م حصلت على ليسانس لغة عربية في كلية الآداب - جامعة الكويت.
- في عام 1976م حصلت على رسالة الماجستير من جامعة عين شمس - القاهرة وموضوع رسالتها (شعر فهد العسكر) دراسة نقدية وتحليلية.
- في عام 1979م حصلت على درجة الدكتوراه من جامعة عين شمس - القاهرة وموضوع رسالتها (الحركة الشعرية في الخليج العربي) بين التقليد والتطوير.[4]

## عملها
- أستاذ مساعد بقسم اللغة العربية في كلية الآداب - تخصص النقد الحديث.
- تقوم بتدريس مادة الأدب العربي الحديث في الخليج والجزيرة العربية.

شغلت عدة وظائف إدارية في جامعة الكويت منها:
- عميد مساعد للقبول والشؤون الطلابية وكلية البنات الجامعية من عام 1986م إلى يناير 1994م.
- نائب رئيس جمعية أعضاء هيئة التدريس بالجامعة من عام 1985م حتى عام 1992م.
- رئيس جمعية أعضاء هيئة التدريس من عام 1992م.
- مستشار مجلة (عالم الفكر) ووزارة الإعلام من عام 1987 إلى عام 1993م.

## مشاركاتها
شاركت في العديد من اللجان التربوية والثقافية في الهيئات الحكومية والوزارية والدولية حتى امتازت بنشاطها الملحوظ، فهي عضو فعال في العديد من المجالس واللجان على مستوى الجامعة كلية الآداب والكليات الأخرى بجامعة الكويت، وجمعية أعضائ هيئة التدريس.
- ألقت مجموعى من المحاضرات داخل الكويت وفي جامعات دول مجلس التعاون الخليجي.
- شاركت ببحث عن المسرح الجامعي، مثلت فيه جامعة الكويت في يوم المسرح العالمي بالكويت عام 1989م.
- كتبت العديد من المقالات التربوية والأدبية، نشرت في الصحافة الكويتية وفي مجلاد وجرائد متفرقة.

## عضوياتها
- عضو مجلس إدارة مجلة (عالم الفكر) الصادرة عن وزارة الإعلام - الكويت من عام 1984م إلى 1987م.
- عضو المجلس الأعلى للثقافة والفنون والآداب في دولة الكويت من عام 1993م.
- عضو لجنة تحكيم الفنون للاحتفال بيوم المسرح العالمي في الكويت عام 1993م.
- عضو لجنة الرقابة على النصوص والأعمال المسرحية التابعة المجلس الوطني للثقافة والفنون والآداب منذ عام 1995م.
- عضو في رابطة الأدباء الكويتيين منذ 1972م.
- عضو اللجنة العليا لجائرة الدولة التشجيعية التابعة للمجلس الوطني للثقافة والفنون والآداب منذ عام 1994م.
- عضو لجنة التقييم الخاصة بالمهرجان المسرحي الكويتي المحلي التابع لاتحاد المسارح الاهلية من عام 1994م.
- عضو الجمعية الثقافية النسائية.
- عضو اللجنة الثقافية في جمعية الثقافة النسائية.

## الجوائز التي حصلت عليها
- درع جامعة قطر في مارس 1981م.
- نالت شهادتي (التقدير الذهبية) و(الإبداع الأدبي) من القاهرة في مهرجان شوقي وحافظ - رابطة الأدب الحديث.

## مؤلفاتها
1. كتاب شعر فهد العسكر - دراسة تحليلية نقدية - صدر عام 1978م المطبعة الأولى.
2. الحركة الشعرية في منطقة الخليج العربي - بين النقد والتطوير - صدر عام 1980م. الطبعة الأولى - المطبعة العصرية.
3. كتاب محمود شوقي الأيوبي - حياته وتراثه الشعري - عرض ونقد - صدر عام 1982م - الطبعة الأولى - المطبعة العصرية.
4. شعراء كويتيون وخليجيون في الذاكرة. صدر عام 2010م.[5]

## الأبحاث
لها العديد من البحوث والدراسات التي نشرت في المجلات المحكمة مثل:
- مجلة فصول
- مجلة ثمار الفكر
- مجلة البيان
- مجلة عالم الفكر

ومن هذه البحوث:
- شعر فهد العسكر بين الفن والواقع مجلة الحصار - صدرت عن قسمي اللغة العربية والإنجليزية - كلبة الآداب - جامعة الكويت - العدد الأول - يوليو 1981م
- الغزل في شعر الخليج العربي الحديث - معانيه ورموزه مجلة ثمار الفكر - الموسم الثقافي السابع لجامعة قطر 1982م.
- القصة القصيرة في الخليج والجزيرة العربية - نشأتها وقصاياها الاجتماعية مجلة فصول - مجلة النقد الأدبي - الهيئة العامة للكتاب - القاهرة المجلد الثاني العدد الرابع يوليو أغسطس سبتمبر 1982م.
- ظواهر فنية في غزل عبد الله الخليلي مجلة البيان - رابطة الأدباء في الكويت - العدد 216 مارس 1984م.
- قضية زواج المرأة في الخليج والجزيرة العربية من خلال الشعر العربي الحديث مجلة دراسات عربية وإسلامية - سلسلة أبحاث جامعية - القاهرة - العدد الثالث 1984م.
- العالم الشعري لأحمد شوقي مجلة عالم الفكر - المجلد 21 العدد الثاني أكتوبر-ديسمبر 1991م - وزارة الإعلام - الكويت.
- الثابت والمتغير في القصة بالكويت ملتقى القصة والرواية في الكويت - رابطة الأدباء - الكويت من 21 مارس إلى 23/1994م.
- بحث الخطاب المسرحي في النقد الأدبي في الخليج العربي، قدم في مهرجان القرين الثاني ضمن الملتقى الأدبي الرابع في الكويت، الذي نظمه المجلس الوطني للثقافة والفنون والآداب 1995م.

## الجوائز
- جائزة الدولة التقديرية في مجال الدراسات الأدبية والنقدية عام 2023م.[6]

## وصلات خارجية
- قائمة بالكتب المتوفرة في مكتبة جامعة الكويت للدكتورة نورية الرومي